# 二百万ドルの死者
『 二百万ドルの死者』（にひゃくまんドルのししゃ、Dead Man's Tale ）は、1961年に刊行されたエラリー・クイーンの推理小説（犯罪小説）。クイーンのハウスネームによる、ペーパーバック書き下ろしの最初の長編。
クイーンのマネージャーが、出版社に売り込んでスタートした企画で、代筆者が執筆し、リーが監修・キャラクター原案などを担当したとされる（「青の殺人」はダネイが監修）。
クイーン名義だが、実際にはSF作家のスティーヴン・マーロウが執筆した作品である。

## 内容
- エラリー・クイーンのペーパーバック描き下ろし[注 1]作品の一つ。
- クイーンの本格ものとは全く作風の異なる作品。犯罪組織の内紛から東欧のスパイ戦に発展し、唐突に物語が終わる。

## 主な登場人物
- バーナード（バーニー）・ストリート - 裏世界の顔役。表向きは労働争議の仲裁などを専門にしている「事件屋」。
- エステル・ストリート - バーナードの妻。バーナードの遺言書に立腹する。
- スティーヴン（スティーヴ） - バーナードの子分。エステルに弱みを握られている。インテリの弟が内心自慢に思う。
- アンドリュー（アンディ） - スティヴンの弟。大学で文学を収め、学寮のなかで名門クラブのOB。眼鏡をかけ学究肌だが、殺し屋とも対等にやりあうなど兄に似て大胆。
- ミロ・ハーハ - バーナードの遺産二百万ドルの相続人。大戦時にバーナードの命を救ったチェコ人パルチザン。現在は行方不明。
- ゲルトレーデ（トルーディ）・オーレンドルフ  - ミロ・ハーハの元恋人。
- ハインツ・ケムカ - 音楽家。ゲルトレーデの現在の同棲相手。
- ロナルド（ロン）・ハーレイ - 弁護士。
- ルー・グッディ - エステルに雇われた殺し屋。
- ファン・ヒルファサム - オランダ・オースタダイク市長。
- ヨハンナ - オランダ・オースタダイク市長夫人。ハーハと浮気をしていた過去がある。
- ヨースト - オランダの農園主。探りに来た訪問者を殺し埋める。
- ミュラー - 運転手。チェコ潜入に雇われる。
- ミラドール教授 - 社会主義運動の指導者。演説中にハーハに化けた狙撃手に撃たれ死亡。
- リブセ・ミラドール - 教授の娘。入国したアンドリューとともにチェコから脱出をはかる。
- ローリンホーフェン - チェコのスパイ。
- オットー・ザンダー - チェコの警察庁長官。社会主義者を取り締まろうとしている。

## 物語
「事件屋じつは組織暴力の親玉」として裏世界に君臨するストリート一家のボス・バーナードは、新たに遺言書を作る。「命の恩人であるチェコ人のミロ・ハーハに、二百万ドルを譲り、妻には残りのはした金のみ残す」というのだ。
突飛な遺言にたまったものでは無い妻エステルは、組織の幹部スティーヴンに相談する。スティーヴンはハーハの所在を確認しに弟アンドリューとヨーロッパに旅立つ。ところが、留守中にバーナードが殺し屋に殺されてしまう。オランダでは、アンドリューがハーハの恋人だった娘ゲルトレーデに接近する。そしてハーハの生存を確認しチェコに潜入したが、彼は政争の道具にされようとしていた。

## 日本語訳書
- 『二百万ドルの死者』 青田勝訳、ハヤカワポケットミステリ1006、1967年
- 『二百万ドルの死者』 青田勝訳、ハヤカワ・ミステリ文庫2-20、1978年（巻末にエラリー・クイーン長編リスト）

## 備考
- 本国のpocket books社では、本作を含め、1966年までに15作品をエラリー・クイーン名義のペーパーバックで出版している。日本でも丸善や紀伊国屋など大手書店の洋書コーナーで販売されていたという[2]。しかし、次の翻訳は2000年に『青の殺人』が出版されるまで、30年以上経過している[注 2]。